# Andrea Vaturi
Andrea Vaturi (Milaan, 24 september 1982) is een Italiaanse kunstschaatser.
Vaturi is actief in het ijsdansen en zijn vaste sportpartner is Alessia Aureli en zij worden gecoacht door Paola Mezzadri en Muriel Zazoui. Voorheen reed hij onder andere met Lidia Lewandoski.
Aureli en Vaturi schaatsen sinds 2002 met elkaar.
| records                | punten | datum      | toernooi                      |
| ---------------------- | ------ | ---------- | ----------------------------- |
| Hoogste totaalscore    | 132.58 | 27-11-2005 | Cup of Russia 2005            |
| Hoogste verplichte kür | 26.20  | 28-10-2004 | Master Card Skate Canada 2004 |
| Hoogste originele kür  | 40.30  | 26-11-2005 | Cup of Russia 2005            |
| Hoogste vrije kür      | 67.62  | 27-11-2005 | Cup of Russia 2005            |

## Belangrijke resultaten
| Kampioenschap          | 2004 | 2005 | 2006 |
| ---------------------- | ---- | ---- | ---- |
| Wereldkampioenschap    |      | 24e  |      |
| Europees Kampioenschap | 20e  | 18e  | 18e  |